# Сергеенко, Николай Леонтьевич
Николай Леонтьевич Сергеенко — русский штаб-ротмистр, командир 3 эскадрона Кирасирского Военного Ордена полка. В сражении под Прейсиш-Эйлау, он, преследуя в конной атаке разбитые французские батальоны 24-го линейного полка захватил вместе с рядовым Ильиным вражеское знамя (орла 2-го батальона). Сначала Ильин зарубил орлоносца и перехватил у него древко знамени, однако другие французские пехотинцы бросились на смельчака и стали кромсать штыками его лошадь. Всадник упал на землю но, отбиваясь от французов, успел передать знамя пробившемуся к нему Сергиенко. За ним на выручку храбрецам подскакали другие кирасиры, и французы отступили уже без своего орла. За этот подвиг Сергиенко «В воздаяние отличного мужества и храбрости, оказанных в сражении против французских войск 26 и 27 января при Прейсиш-Эйлау, где, врубясь с эскадроном в неприятельскую колонну, взял знамя, причем и ранен картечью в руку» 22 апреля 1807 года получил Георгия 4 класса № 746, а Ильин — Знак Военного ордена — Георгиевский крест.
Умер в 1841 году (подполковник в отставке).